# Avranchin

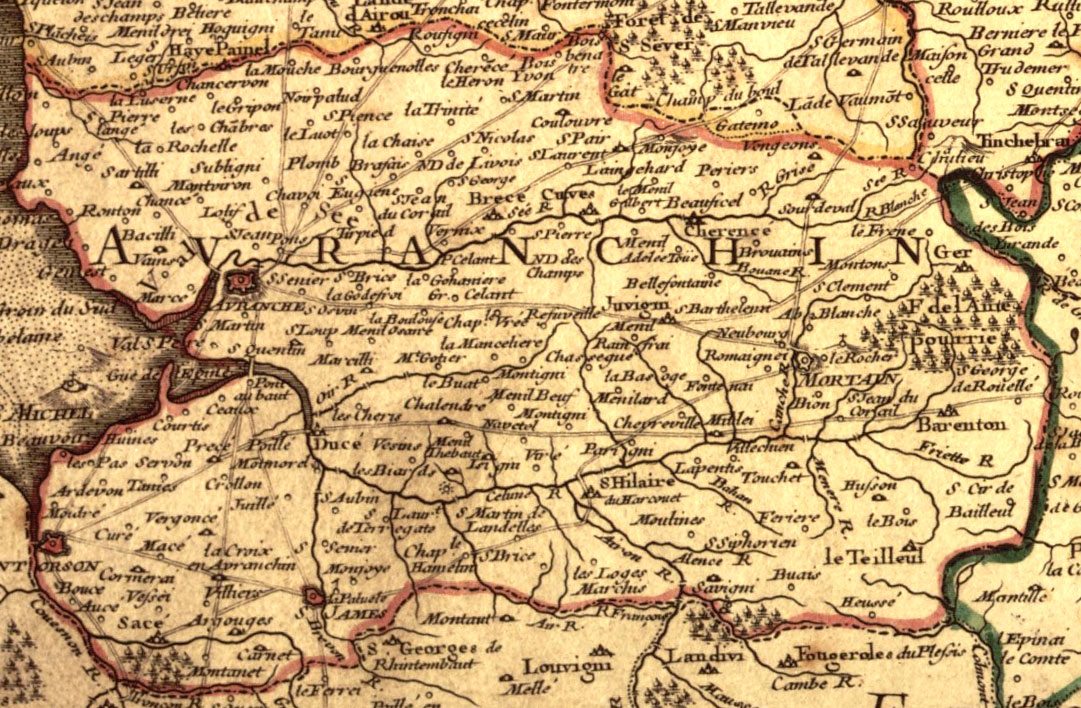
Carta dell'Avranchin e del Mortainais, 1716.

Avranchin è un'antica provincia normanna la cui città principale è Avranches (a sud-ovest del dipartimento della Manica). Esso è volto verso la baia di Mont Saint-Michel. I suoi abitanti ai tempi dei galli erano gli Abrincati.
Con il trattato di Compiègne dell'867, l'Avranchin fu ceduto da Carlo il Calvo al re Salomone di Bretagna. Nel 933 fu annesso al ducato di Normandia da Guglielmo I di Normandia.
Il gentilizio dell'Avranchin è Avranchinais.

## Fonte
- (FR)  Richard Seguin, Olivier Basselin, Essai sur l'histoire de l'industrie du bocage, Vire, Adam, 1910.